# Bierherr
Bierherren, auch Bierkieser oder Biermeister, wie sie in zahlreichen Städten wie zum Beispiel Erfurt, Köln und Nürnberg bekannt sind, übernahmen unter anderem die Überwachung des jeweiligen Reinheitsgebots bezüglich der Bierqualität, zusätzlich das Schankwesen und, regional bedingt, weitere Aufgaben im Zusammenhang mit dem jahreszeitlich bedingten Brauwesen wegen  Sommer- und Winterbier. In Mittelfranken werden sie alternativ als Bierbeschauer bezeichnet.

## Erfurt
Für die Stadt Erfurt ist innerhalb des Kollegiums eine Hierarchie in der Anspielung auf die Enthauptung eines Ober-Bierherrn Limprecht belegt.

## Köln
Der Kölner Chronist Wilhelm Scheben gibt als zusätzliche Kompetenz die Überwachung des Kölner Hopfen- und Malzhandels, der städtischen Malzmühlen sowie, bei Verstößen, das Recht, Strafen zu verhängen. Als unabhängiges, vom Kölner Stadtrat, seit 1429 bestelltes und vereidigtes, weisungsfrei von den Zünften bestelltes (zeitweise vierköpfiges) zwölfköpfiges Kollegium, wurden die Bierherren für zwei Jahre bestellt und ihre Tätigkeit mit 40 Goldgulden jährlich entlohnt.
Bierherren
- 1483: Heinrich Stove
- 1483: Wynant van Wyoride[6]
- 1543: Hermann von Weinsberg[7]

- Ochsenhülb[8]